# Артеня
Артѐня (на италиански: Artegna; на фриулски: Dartigne, Дартиние) е малко градче и община в Северна Италия, провинция Удине, автономен регион Фриули-Венеция Джулия. Разположено е на 210 m надморска височина. Населението на общината е 2912 души (към 2010 г.).